# Sala de ordenación (budismo)

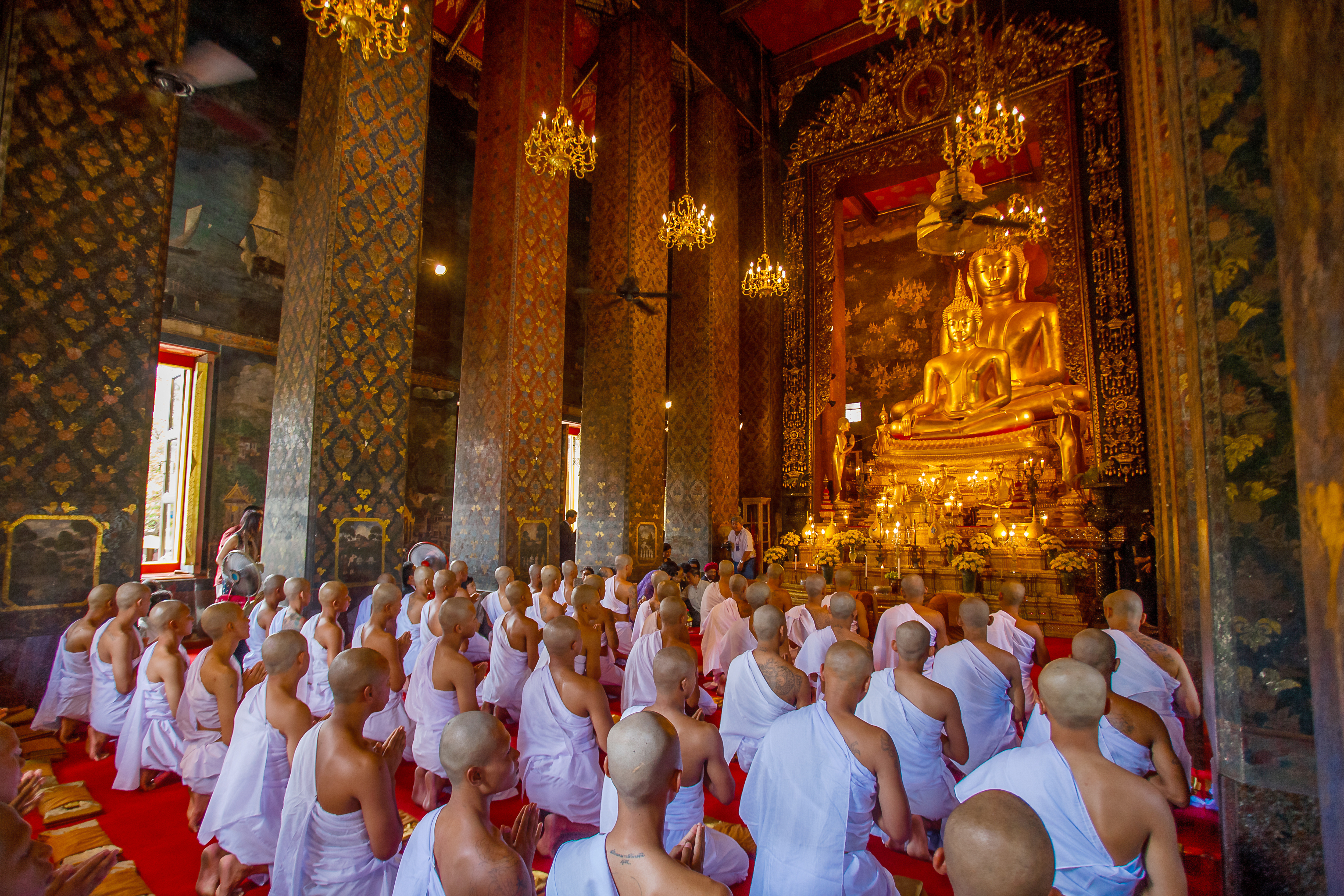
Ceremonia de ordenación en el ubosot del wat Bowonniwet en Tailandia.

La sala de ordenación (pali: sīmā) es un edificio budista específicamente consagrado y designado para la realización del ritual de ordenación budista (upasampada) y otras ceremonias rituales, como la recitación del Patimokja del budismo Teravada. La sala de ordenación está ubicada dentro de unos límites (sīmā) que definen 'el espacio dentro del cual todos los miembros de una sola comunidad local tienen que reunirse como una sangha completa (samagga sangha) en un lugar designado para actos eclesiásticos (kamma)'. La constitución de la sīmā está regulada y definida por el Vinaya y sus comentarios y subcomentarios.[3]
La sala de ordenación o sala de ordenación1 (sánscrito: sīmā) es un edificio budista específicamente diseñado y dedicado a la realización del ritual budista de ordenación (upasampadâ (en)) y otras ceremonias rituales, como la recitación del Pāṭimokkha2,3. La sala de ordenación se encuentra dentro de un límite (sīmā) que define "el espacio en el que todos los miembros de una misma comunidad local deben reunirse como una sangha completa (samagga sangha) en un lugar designado para los actos eclesiásticos (kamma) ". La constitución de la sīmā está regulada y definida por el Vinaya y sus comentarios y subcomentarios.

## Salas de ordenación birmanas

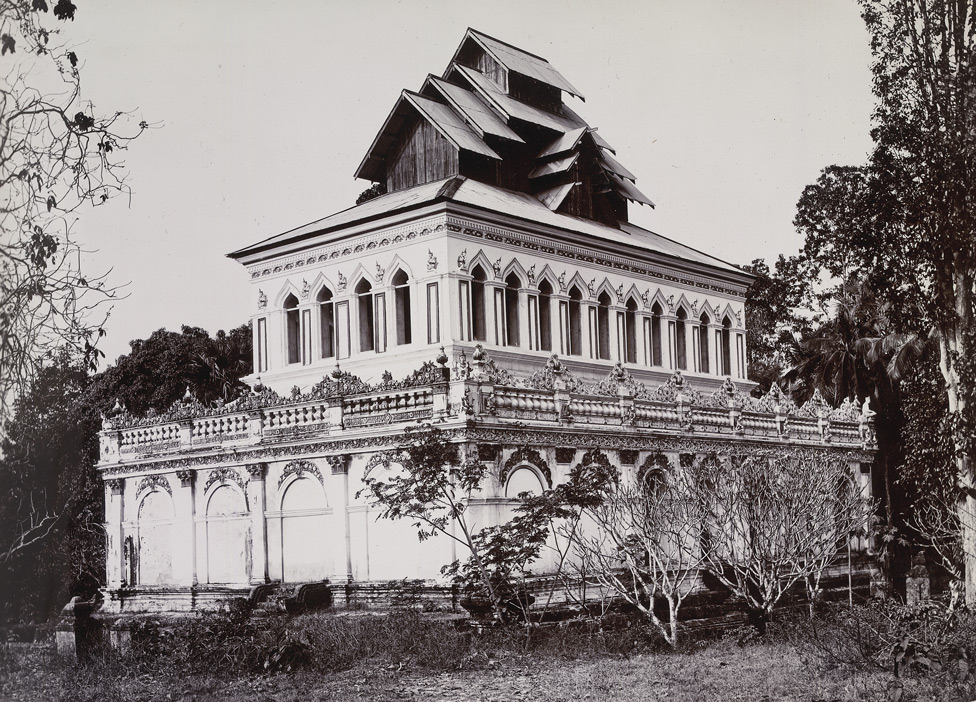
Sala de ordenación Kalyani en Bago, Myanmar.

En birmano, las salas de ordenación se denominan thein (သိမ်), derivado del término pali sīmā, que significa "límite". El thein es una característica común de los monasterios birmanos (kyaung), aunque el thein puede no estar necesariamente situado en el propio recinto del monasterio. Las salas de ordenación de los shan, llamadas sim (သိမ်ႇ), se utilizan exclusivamente para actos limitados al monacato.
La importancia central de la sala de ordenación en la época precolonial queda ejemplificada por la inclusión de una sala de ordenación, la sala de ordenación Maha Pahtan Haw Shwe (မဟာပဋ္ဌာန်းဟောရွှေသိမ်တော်ကြီး), como uno de los siete edificios necesarios (နန်းတည်သတ္တဌာန) para la fundación de Mandalay como capital real birmana.

## Salas de ordenación tailandesas
En Tailandia, las salas de ordenación se denominan ubosot (tailandés: อุโบสถ, pronunciado [ʔù.boː.sòt]) o bot (โบสถ์, pronunciado: [bòːt]), derivado del término pali uposathāgāra, que significa sala utilizada para rituales en los días de uposatha (parecido a una especie de "sabbat budista"). El ubosot es el punto focal de los templos de Tailandia Central, mientras que el punto central de los templos de Tailandia del Norte es la estupa (chedi). En Tailandia del Nordeste (Isan), las salas de ordenación se conocen como sim (สิม), al igual que en Laos (lao: ສິມ) y en los estados Tai-Shan de Myanmar (သိမ်ႇ). El ubosot, como edificio principal del wat, también se utiliza para servicios comunales.
En la tradición tailandesa, el límite del ubosot está marcado por ocho estelas o mojones conocidos como bai sema, que designan el sīmā. Los bai sema más antiguos datan del período Dvaravati. Las piedras sema se elevan encima y marcan el luk nimit (ลูกนิมิต), esferas de piedras enterradas en los puntos cardinales de la brújula que delimitan el área sagrada. Una novena esfera de piedra, generalmente más grande, está enterrada debajo de la imagen principal del Buda del ubosot, que se encuentra enfrente de la puerta principal, en el otro extremo del interior. Esta estatua generalmente lo representa en la actitud de meditación o en la actitud de victoria sobre el mal (Maravijaya).
Los lados de entrada de la mayoría de los ubosot miran hacia el este. Si bien los edificios wihan también albergan imágenes de Buda de manera similar, se diferencian de los ubosot en que los wihan no están delimitados con piedras sema. Estas piedras semas rodean e identifican a los ubosot, a menudo decorados con una rueda de la ley (dharmacakra) y destinado a desviar las fuerzas del mal. Cuatro de las semas se sitúan en cada esquina del ubosot y las otras cuatro, en cada punto cardinal. Una novena estela sema está enterrada debajo.